# 아르메니아주

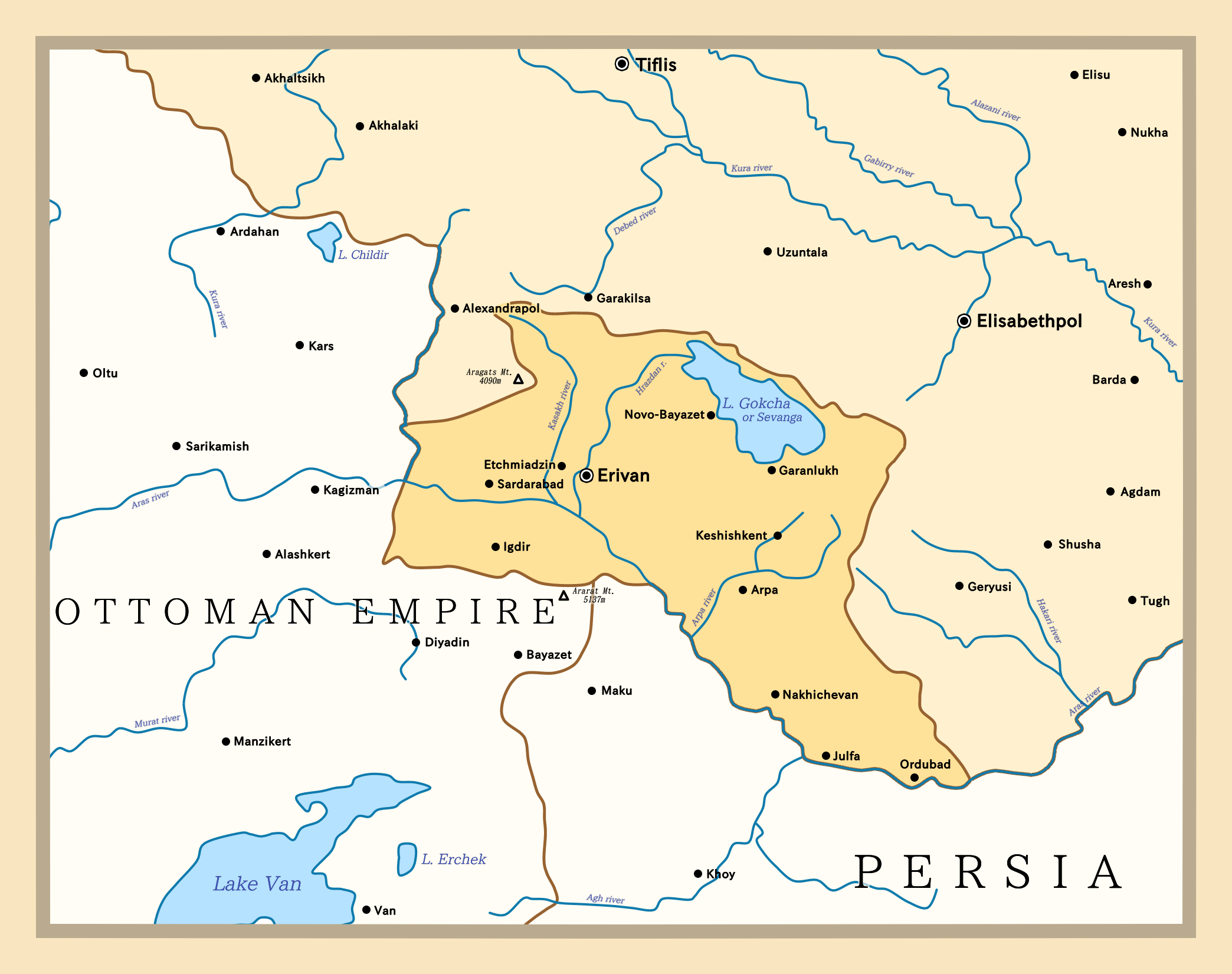
아르메니아주의 지도

아르메니아주(러시아어: Армянская область, 아르메니아어: Հայկական մարզ)는 1828년부터 1840년까지 존재했던 러시아 제국의 주로 주도는 예레반이며 면적은 20,720km2이다. 현재의 아르메니아 중부, 터키 이디르주, 아제르바이잔 나히체반 자치 공화국에 걸쳐 있었다.

## 같이 보기
- 예레반현